# Samgye-myeon, Imsil-gun
Samgye-myeon (koreanska: 삼계면)  är en socken i kommunen Imsil-gun i provinsen Norra Jeolla i den centrala delen av Sydkorea, 230 km söder om huvudstaden Seoul.